# Hoplocryptus affabilis
Hoplocryptus affabilis là một loài tò vò trong họ Ichneumonidae.